# Via Alpina

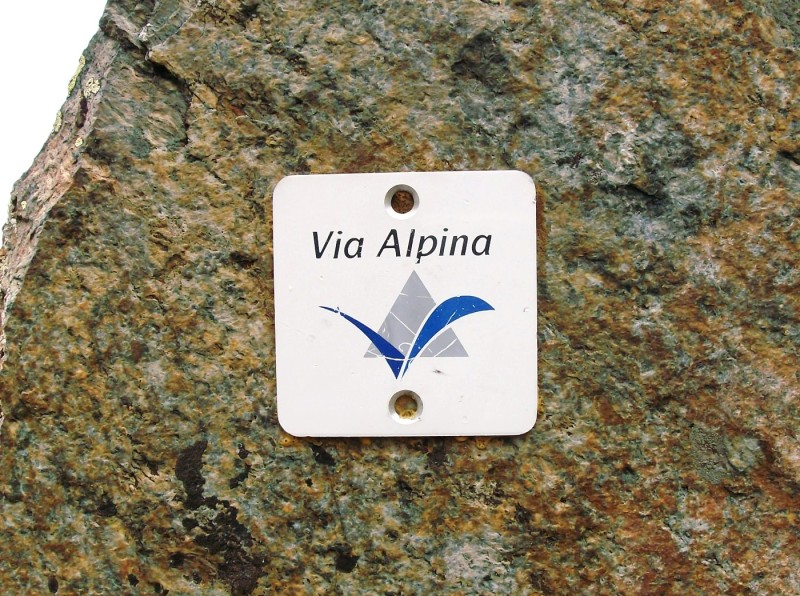

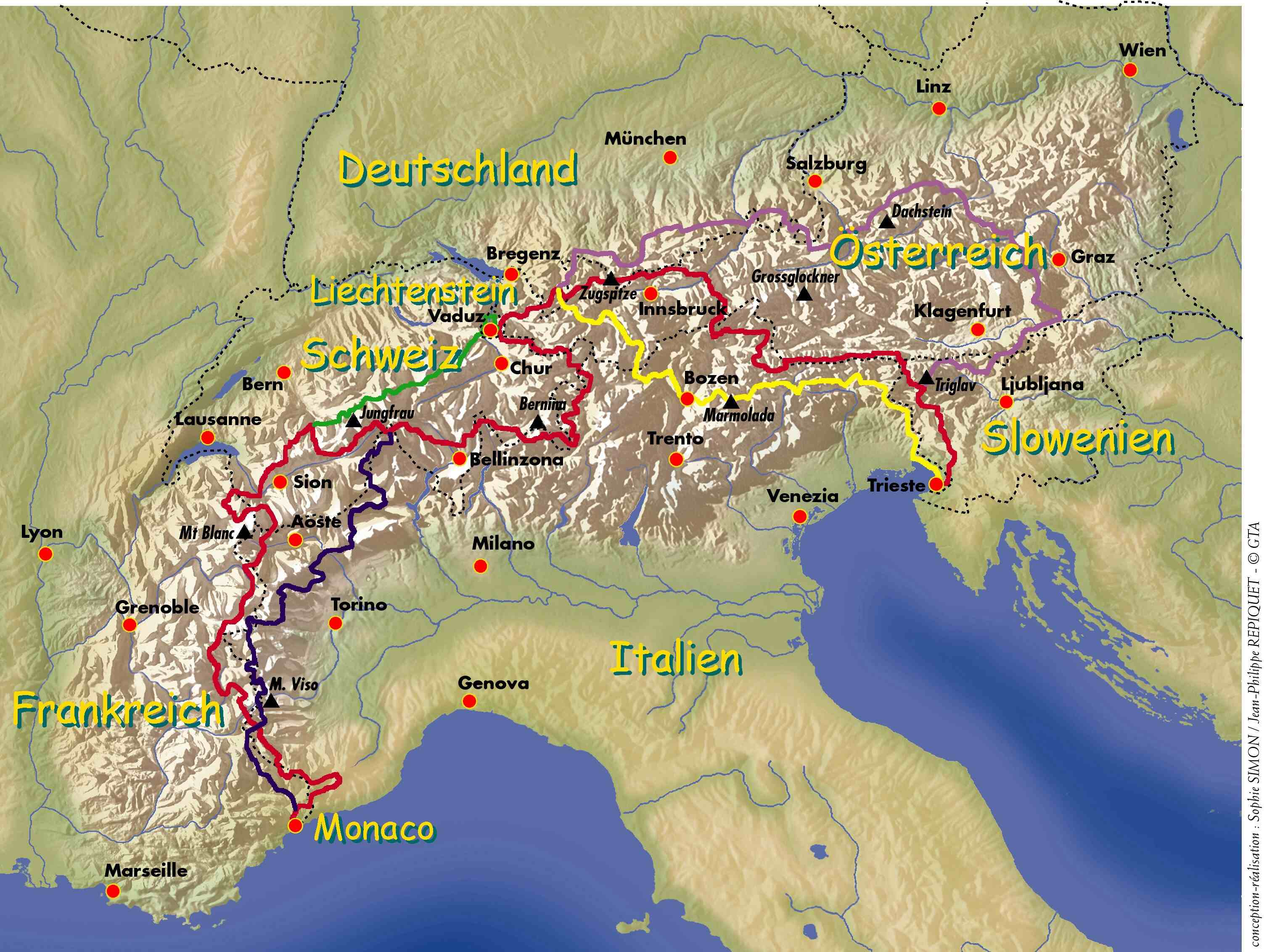

De Via Alpina is een gemarkeerd langeafstandswandelpad door de Alpen. De Via bestaat uit een netwerk van vijf langeafstandsroutes in Slovenië, Oostenrijk, Duitsland, Liechtenstein, Zwitserland (Nationale wandelroute 1), Italië, Frankrijk en Monaco. De Via Alpina werd opgericht in 2000 en kreeg tussen 2001 en 2008 steun van de Europese Unie. Het initiatief kwam van de Association Grande Traversée des Alpes in Grenoble. sinds 2014 huist het secretariaat van de Via Alpina bij de International Commission for the Protection of the Alps (CIPRA) in Liechtenstein.